# Бахчисарайський договір (1648)
Договір між Гетьманською Україною та Кримським ханством про військово-політичний союз укладений в лютому-березні 1648 року гетьманом Богданом Хмельницьким та кримським ханом Іслям III Ґераєм. Готуючи збройне повстання проти Речі Посполитої, Хмельницький восени 1647 року почав налагоджувати стосунки з кримською владною верхівкою. У другій половині січня 1648 року він направив посольство Яська Клиші до Бахчисарая з проханням надіслати військову допомогу проти Речі Посполитої. Зважаючи на давню ворожнечу з Військом Запорізьким, Іслям III Ґерай відповів відмовою. У другій декаді лютого Богдан Хмельницький відрядив нове посольство до Бахчисарая, яке домоглося укладення договору.
Його умови передбачали: встановлення дружніх відносин Війська Запорізького і Кримського ханства, надання взаємної військової допомоги, заборону татарам спустошувати українські землі й брати ясир, оплату українською стороною послуг татарського війська грошима, продовольством, фуражем, а також частиною військової здобичі. Умови Бахчисарайського договору визначили характер українсько-кримських відносин у середині XVII століття. Він відіграв велику роль в боротьбі України проти Речі Посполитої впродовж 1648-1653 років, зокрема в здобутті українцями перемог у битві під Жовтими Водами 1648 року, Корсунській битві 1648 року, Зборівській битві 1649 року, Батозькій битві 1652 року.